# Valle de Abdalajís
Valle de Abdalajís egy község Spanyolországban, Málaga tartományban. Valle de Abdalajís Álora és Antequera községekkel határos. Lakosainak száma 2435 fő (2024).

## Története
Neve Abd al-Azíz al-andaluszi arab emír nevéből ered.
2005-ben, a Córdoba–Málaga nagysebességű vasútvonal által igénybe vett Abdalajís-alagút építésekor véletlenül belefúrtak abba a vízforrásba, ahonnan a település ivóvize származott, így a községközpont vezetékes vízellátás nélkül maradt. Az elkövetkezendő években tartálykocsikkal hordták a vizet a településre.

## Népesség
A település népessége az elmúlt években az alábbi módon változott:
| Lakosok száma | 2980 | 2954 | 2983 | 2842 | 2716 | 2664 | 2577 | 2542 | 2473 | 2435 |
|               | 2001 | 2004 | 2007 | 2009 | 2012 | 2014 | 2017 | 2019 | 2022 | 2024 |

## Turizmus
A település mellett található hatalmas mészkőhegy oldalában 111 sziklamászó útvonalat alakítottak ki. Ezek többsége könnyű vagy közepes nehézségű, átlagos magasságuk 25 méter. Az 1000 métert kicsivel meghaladó magasságú csúcsokkal rendelkező Abdalajís-hegységben számos felszíni és felszín alatti karsztforma jelenik meg, a területet turisták számára kijelölt útvonalak hálózzák be. A község területén három nagyobb forgalmú turistaút is áthalad, többek között az egész Európát Athéntól Tarifái átszelő E4-es útvonal.
A Caminito del Rey („a király kis útja”) egy 7 km-es, részben a sziklafal oldalában kiépített gyalogút, amely több szakaszon is alig egy méter szélességű, és néhol akár 100 méterrel is magasabban vezet a csaknem függőleges szikla oldalában, mint a lenti folyó szintje. Építése 1901-től 1905-ig tartott, de nem turisztikai célból hozták létre, hanem egy vízenergiai társaság építő- és karbantartómunkásai számára. Amikor 1921-ben felavatták a Conde del Guadalhorce-víztározót, maga XIII. Alfonz spanyol király is igénybe vette ezt az utat: innen ered az elnevezése.
A községben található egy kis múzeum is, ahol a terület régészeti leleteit mutatják be.